# Oscar Treadwell
Oscar Treadwell, genannt OT (* 11. Mai 1926 in Cincinnati als Arthur K. Pedersen; † 1. April 2006) war ein US-amerikanischer Jazz-Radio-Journalist und Moderator, international bekannt geworden vor allem durch die ihm gewidmete Charlie-Parker-Komposition „An Oscar for Treadwell“.
Treadwell wurde zunächst regional, dann landesweit bekannt durch seine Mitgliedschaft in der Blue Wisp Big Band und als Haus-Pianist des Blue Wisp Jazz Club in Cincinnati. Er wirkte auch an Alben des Cincinnati Pops Orchestra und weiterer Künstler seiner Heimatstadt mit. Er arbeitete zunächst im Hauptberuf als Industriekaufmann und -berater. Bekannter wurde Oscar Treadwell jedoch durch seine Karriere als DJ, Jazz-Historiker und Radiomoderator, die 1947 begann und über 50 Jahre andauerte.
Treadwell begann seine Karriere bei Radiostationen in New Jersey und Pennsylvania, bevor er 1960 nach Cincinnati kam. Dort begann er 1962 mit seinem Radiosendungen über Jazz beim Sender WZIP und von 1965 bis 1973 bei WNOP, bis die Station das Sendeformat wechselte und sein Jazz-Programm zum Sender WGUC kam. Dort moderierte Treadwell die Jazz-Sendungen unter seinem Namenskürzel OT von 1973 bis 1995; danach kam seine Radio-Show für anderthalb Jahre zum Sender WVXU. Bis zu seiner Pensionierung im Jahr 2001 betreute er die Jazz-Programme der Sender WAVE und WMKV. 2005 kehrte Treadwell zu WVXU zurück, wo er bis zu seinem Tode im April 2006 tätig war.
Oscar Treadwell, der von seinen Fans „OT“ genannt wurde, galt als wichtiges Mitglied der Jazzszene von Cincinnati. Durch seine Radio-Programmen, die er seit 1947 betreute, war er auch mit vielen Jazzmusikern bekannt und befreundet, so mit Dave Brubeck, Charlie Parker, Dizzy Gillespie und Thelonious Monk. Ihm zu Ehren entstanden die Kompositionen „An Oscar for Treadwell“ (1949) von Charlie Parker und „Treadin’ with Treadwell“ (1950) von Wardell Gray. 1955 komponierte Monk seinen Treadwell gewidmeten Titel „Oska T“.
Nach seinem Tode ehrte ihn die Public Library of Cincinnati, die von Oscar Treadwell 1994 Mitschnitte vieler seiner Shows auf Kassetten und CDs geschenkt bekommen hatte. Die Bibliothek hat eine CD mit dem Titel O.T. - A Celebration of Oscar Treadwell herausgebracht. Viele seiner Shows aus den Jahren 1975 bis 2005 kann man online auf der Website des Senders WVXU 91.7 Cincinnati hören.